# 6379 Vrba
6379 Vrba este un asteroid din centura principală de asteroizi.

## Descriere
6379 Vrba este un asteroid din centura principală de asteroizi. A fost descoperit pe 15 noiembrie 1987 la Observatorul Kleť de Antonín Mrkos. Asteroidul prezintă o orbită caracterizată de o semiaxă mare de 2,99 ua, o excentricitate de 0,08 și o înclinație de 13,9° în raport cu ecliptica.